# 扎格沃茲德
扎格沃茲德（Zagvozd）是克羅埃西亞的一個村莊，位於達爾馬提亞地區，在行政區劃上屬於斯普利特-達爾馬提亞縣。據2011年人口普查，這裡有人口1,642人，其中99%是克羅埃西亞人。在1941年至1945年期間，這裡是克羅埃西亞獨立國的一部分。